# Landala Egnahem

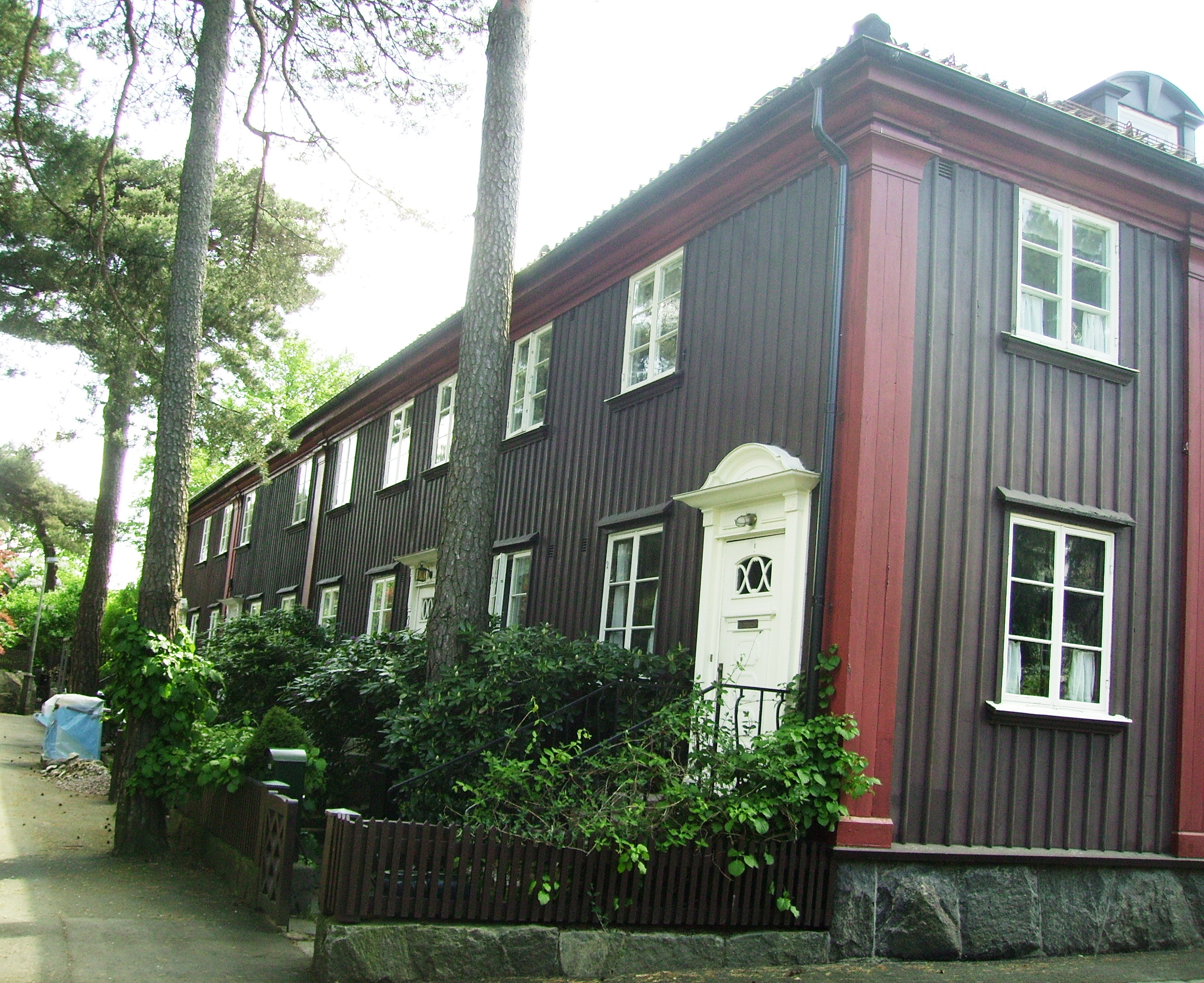
Landala Egnahem

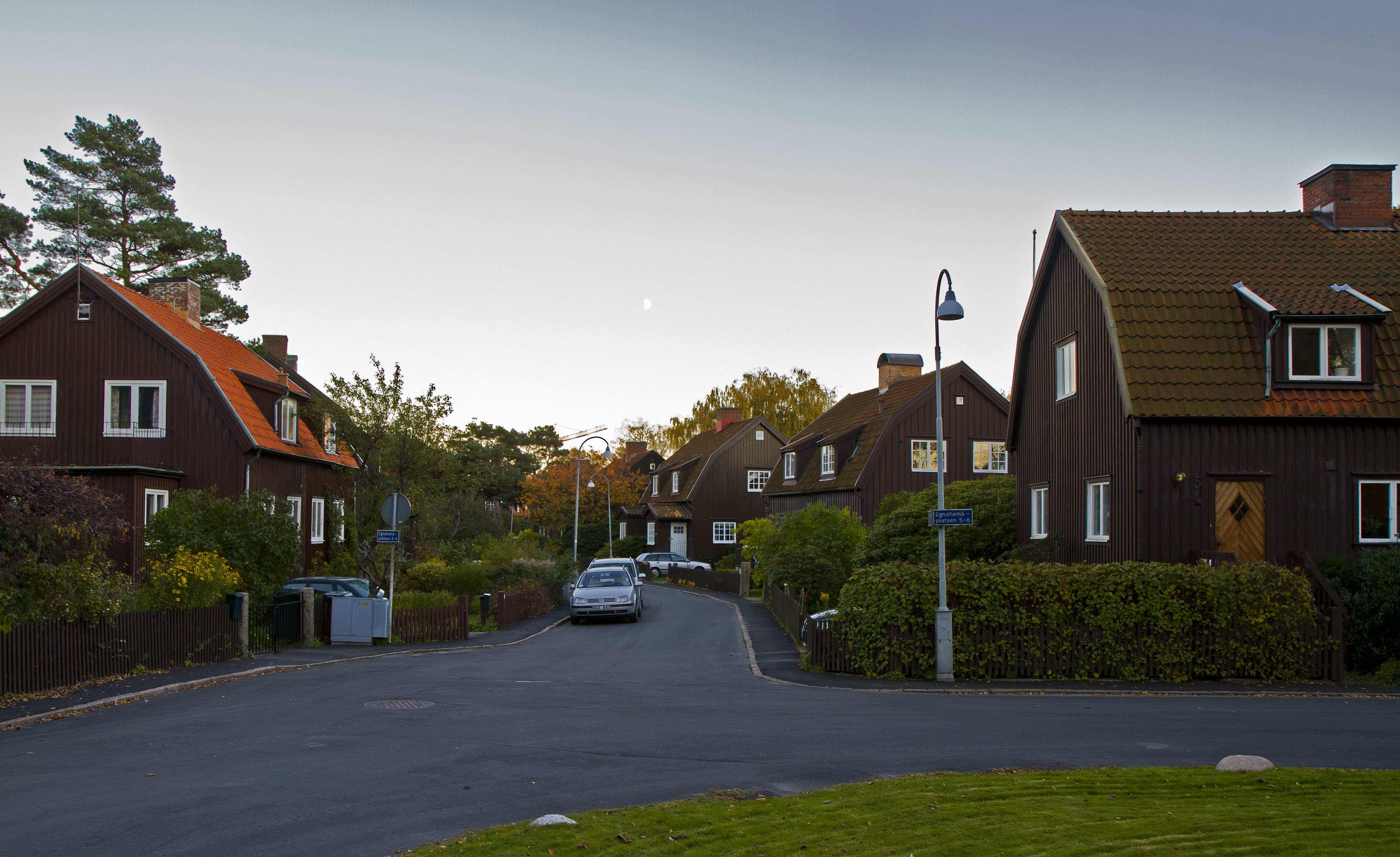
Landala Egnahem

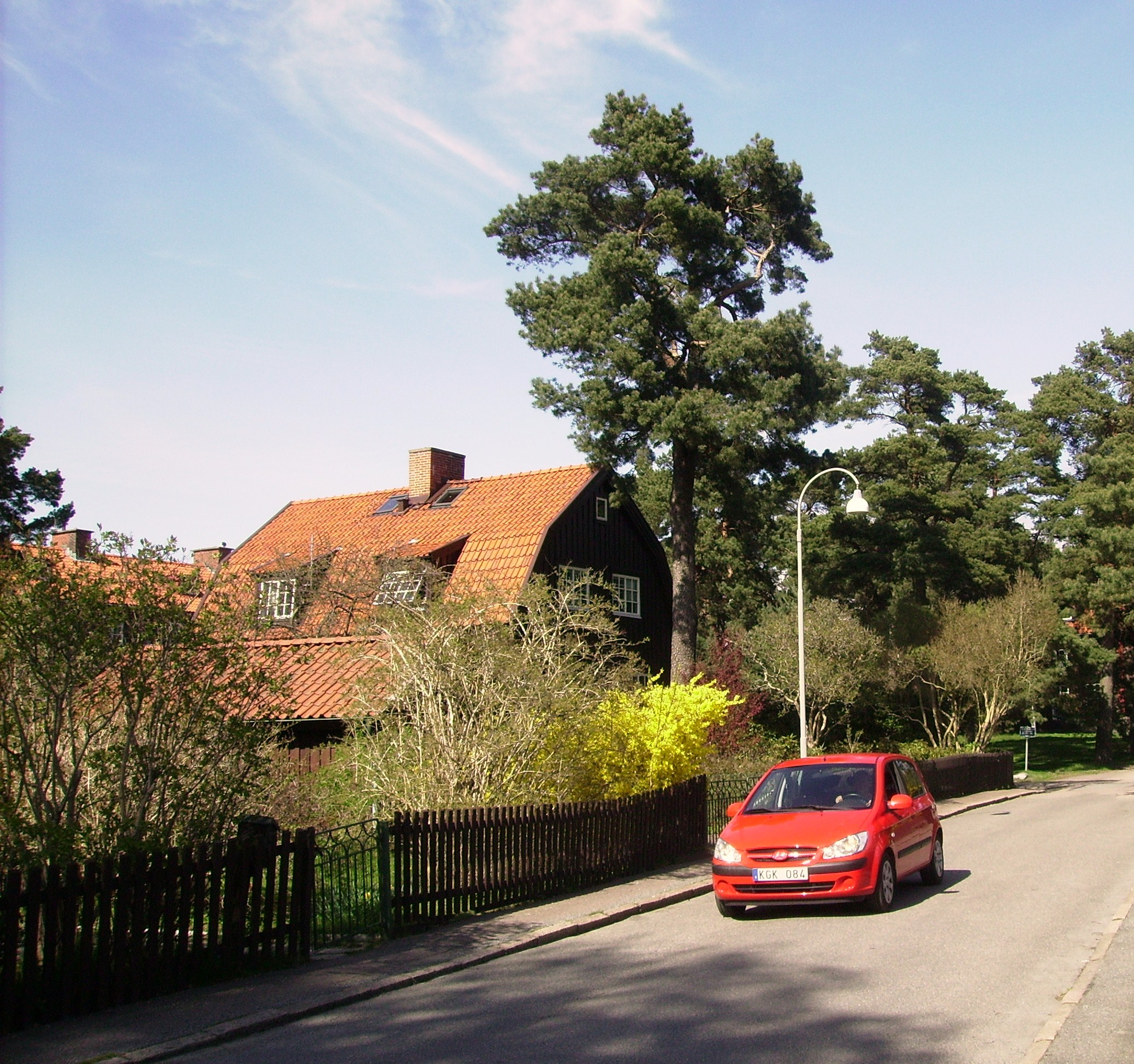
Syréngatan

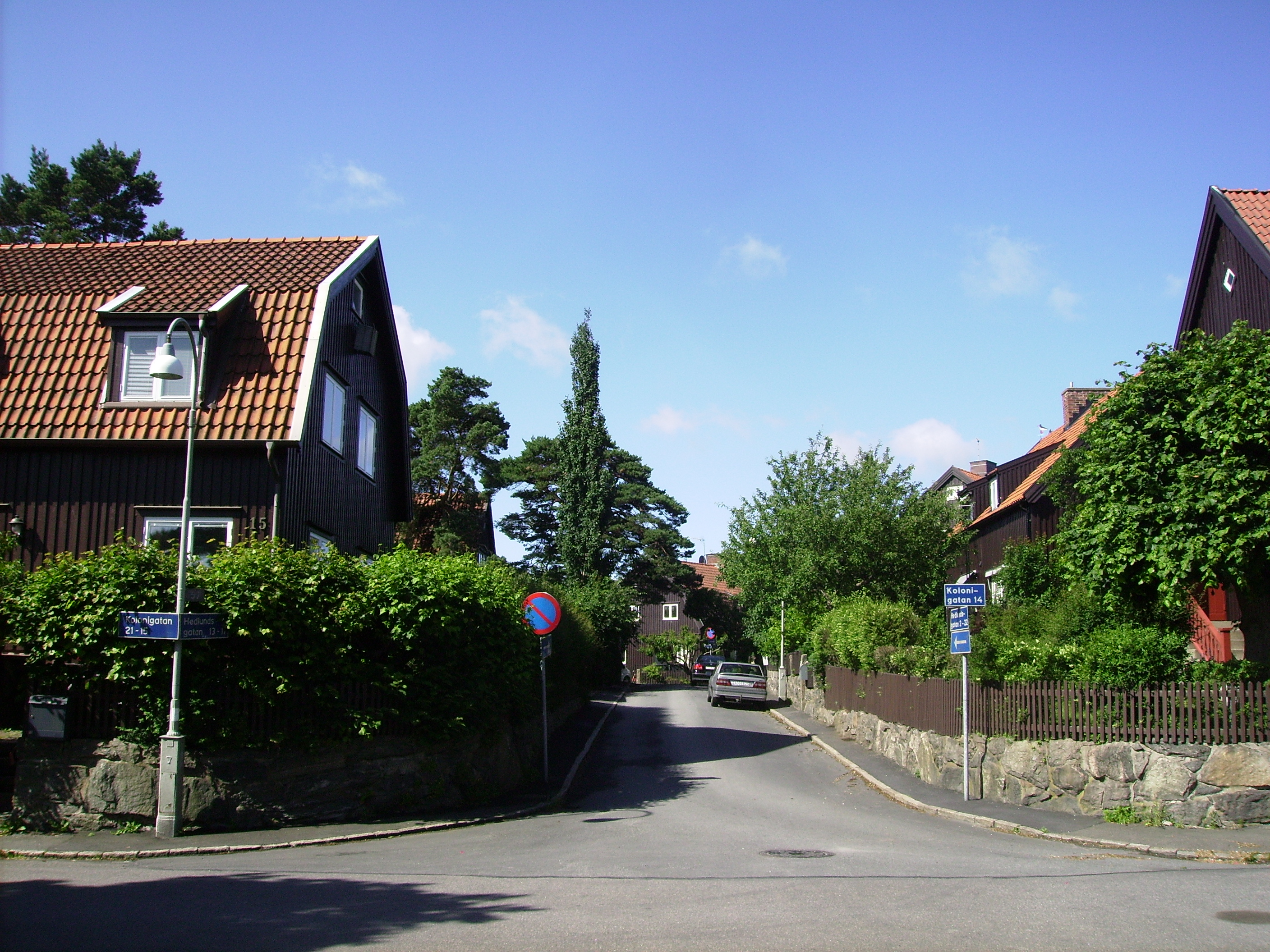
Landala Egnahem

Landala Egnahem är ett område med villa- och radhusbebyggelse av trä i stadsdelen Guldheden i Göteborg, där de första villorna togs i bruk den 1 april 1914. Området uppfördes 1913-1922 efter typritningar av Carl Westman och är beläget på en hög bergsplatå väster om Chalmers tekniska högskola i den nordöstra utkanten av Södra Guldheden. När området var färdigbyggt innehöll det 63 fastigheter, såsom enkelhus, kopplade hus samt radhus för 105 familjer.

## Historik
Det var paraplyfabrikanten och tobakshandlaren Geron Olsson, ordförande i Göteborgs egnahemsförening, som gav impulsen till stadens styrande att anlägga ett egnahemsområde uppe på Landalas bergsplatå. Grosshandlare Johan August Hertz väckte år 1900 i Göteborgs stadsfullmäktige frågan om upplåtandet av "...ett större jordområde i ändamål att bereda arbetare eller andra personer med mindre inkomst tillfälle att där inköpa tomter för uppförande af bostad med tillhörande planteringsland och så beläget, att spårvagn dit kunde utdragas". När området var nytt gick inte spårvagnen längre än till Vasagatan, men efter ett par år kunde man åka ända till Kapellplatsen. På 1930-talet utsträcktes linjen till Wavrinskys plats. 
I avvaktan på att statens då pågående lagstiftningsarbete i egnahemsfrågan skulle bli klart, tillsattes 1905 en ny utredning av frågan om egnahemsanläggningar i Göteborg. På beredningens förslag inrättades år 1907 en "egnahemsnämnd" med uppdrag att tillvarata stadens angelägenheter i frågan. År 1910 beslöt stadsfullmäktige att för egnahemsanläggningar avsätta åtta områden på cirka 200 hektar. Stadsplanen gällande området fastställdes av Kungl. Maj:t den 24 november 1911, och stadsfullmäktige beslutade den 26 september 1912 att tomterna skulle upplåtas med tomträtt samt anslog pengar till att förse området med gator samt ledningar för gas, vatten, avlopp, med mera. Egnahemsnämnden uppdrog åt arkitekterna Sigfrid Ericson och Carl Westman att med ledning av planförslaget komma med förslag till en serie hustyper, där endast den ena serien skulle utföras. Westmans ritningar var klara i december 1908, och utsågs till det vinnande förslaget.
Myndigheten avsåg ett rent bostadsområde, inga affärer skulle finnas "med hänsyn till närbelägenheten av äldre bebyggd stadsdel", och under de första åren fanns ingen affär i området, utan man fick handla nere i Landala. En av de första nybyggarna köpte hem stora flaskor med mjölk och sålde till sina grannar. Detta uppskattades inte av hälsovårdsnämnden som ålade försäljerskan att uppföra ett litet skjul varifrån man kunde köpa mjölk, smör och ägg. Senare fick området en riktig mjölkaffär. 
Platsen för byggandet föreslogs till den nuvarande, på grund av sitt "synnerligen friska och behagliga läge". Ytterligare en fördel var att den nybildade Göteborgs egnahemsförening visat ett stort intresse av att bygga där. Landala var det först planerade och bebyggda egnahemsområdet, och på nyåret 1913 påbörjades gatu- och ledningsarbetena. De första tomterna kunde upplåtas från den 1 oktober 1913, och under 1913 godkändes ritningarna för sju stycken hus. Den 26 mars 1914 stod det första egnahemmet färdigt, och det året var det mest aktiva byggnadsåret då ritningar till tjugoåtta hus godkändes. Åren 1915-1919 tog byggnadsnämnden emot endast sex ritningar för egnahem i Landala. Men med hjälp av statliga och kommunala bidrag kom byggandet igång igen, och 1920 godkändes sju ritningar. Året därpå godkändes tjugoåtta ritningar, för tolv hus med tjugoåtta bostäder och 1922 bebyggdes den sista tomten. Totalt kom Landala Egnahem att innehålla sextiotre byggnader, med etthundrafem lägenheter som fördelades på tjugofem enkelhus, trettiosex dubbelhus och två radhus. Därutöver tillkom fem fyrfamiljshus vid Skjutbanegatan. De enda arbetarbostäderna som byggdes, var de fem hus som uppfördes av det kommunala bostadsbolaget Framtiden för "barnfamiljer med klena lungor". Lägenheterna i dessa hus var på 1 rum och kök. 
Egnahemsområdet är stadens äldsta, och stadsplanen upprättades av stadsingenjör Albert Lilienberg. Planen är tidstypisk med krökta gator som mynnar ut i ett par öppna platser, Egnahemsplatsen och den tallbevuxna Furuplatsen. Bostäderna är på cirka 100 kvadratmeter i fyra hustyper, enkelhus och parhus med sadeltak eller mansardtak. Planlösningen var konventionell för tiden med en fyrdelningsplan i bottenvåningen. På ena sidan vindfång, förstuga och kök, och på den andra vardagsrum och matsal i fil, endast åtskilda av skjutdörrar. Husen är typiska för nationalromantiken, genom att de sluter sig utåt med små liggande fönster med kraftigt markerade smårutor. Färgsättningen bestämdes enhetlig. Egnahemsägarna gavs två färger att välja mellan, grått och brunt. Området byggdes med tomträtter på cirka 600 kvadratmeter och var ursprungligen avsett för arbetarfamiljer, men genom att byggrätterna utökades under uppförandetiden kom det istället att bli ett medelklassområde.
På 1920-talet var det vanligt att man hade kolonilotter i området omkring Landala egna hem, främst på den mark där Chalmers senare uppfördes. På lotterna hade innehavarna odlingar, hönshus och ibland även svin. Det fanns planer på att bygga ut området åt sydväst år 1924, men det blev inga fler egnahem i området. Ett äldre vattentorn i trä fanns i bebyggelsen i kvarteret Strandpiparen mellan Ljunggatan och Dammgatan, strax norr om egnahemsbebyggelsen. Tornet uppfördes 1914 för att betjäna landshövdingehusen i området, gick i gult och sågs som ett provisorium som beräknades stå i tjugo år, men revs först med början i februari 1956. Den första april samma år var det borta. Det låg fjorton meter lägre än vattentornet i Johanneberg och stod genom en vattenledning i förbindelse med detta. Vattenbassängen vilade på 18 meter höga betongben och cisternerna på sin ställning låg cirka 100 meter över havet. Bergsknallen där tornet var byggt, låg cirka 85 meter över havet.
Snäckfontänen på Uddevallaplatsen och Vattenlek på Egnahemsplatsen uppfördes 1924, göts av Näfveqvarns bruk och bekostades med 4 000 kronor ur Charles Felix Lindbergs donationsfond.
Malte Jacobsson på Mossgatan 18, blev en av de mer prominenta invånarna. Han var landshövding i Göteborgs och Bohus län. Jacobsson var även en av initiativtagarna till Egnahemsbyrån som grundades 1933.

## Radhusen
Arkitekten Malte Erichs ritade 1921 två typer av radhus kring Furuplatsen, med 105 lägenheter, varav 25 i enkelhus och 72 i dubbelhus. Lägenheterna innehöll 4-6 rum och jungfrukammare på nedre plan samt hall i båda våningarna. Dessa båda typer kallades "professorslängan" och "ingenjörslängan", efter yrkena på respektive byggherrar.

## Riksintresse
Landala Egnahem har pekats ut som riksintresse för kulturmiljövården enligt de bestämmelser om numera återfinns i 3 kap 6 § miljöbalken, med motiveringen: "Göteborgs första och arkitektoniskt mest konsekvent genomförda egnahemsområde på en hög bergplatå söder om innerstaden. Området visar det tidiga 1900-talets planerings- och bebyggelseideal."

## Tomträtt
Upplåtelsetiden i Landala är 70 år, men fastställdes så att den för alla tomter utgick den 1 april 1983. Därefter fanns möjlighet att få upplåtelsen förlängd, så att den sammanlagda upplåtelsetiden blev 100 år. Göteborgs stad förbehåller sig dock i tomträttskontrakten, rätten att för den händelse staden skulle behöva området för något annat ändamål, inlösa byggnaderna, dock tidigast efter 26 år. 

## Kvarter, tomter, gator och platser
- 19 kvarteret Grisslan
- 20 kvarteret Alfågeln
- 21 kvarteret Måsen
- 22 kvarteret Truten
- 23 kvarteret Tärnan
- 25 kvarteret Skraken
- 26 kvarteret Tordmulen

Områdets areal utgör 54 230 kvadratmeter varav 37 278 kvadratmeter byggnadstomter samt 16 952 kvadratmeter gator och allmänna platser. Området är uppdelat i 5 kvarter med tillsammans 103 tomter, varav 17 för enkel- och 86 för dubbelhus samt 2 kvarter för radhus.
Tomternas genomsnittsyta, är för:
- enkelhus, cirka 500 kvadratmeter (kostade från 7 000 kronor)
- dubbelhus, cirka 325 kvadratmeter
- radhus, cirka 175 kvadratmeter

Till området hör följande gator:
- Skjutbanegatan (1914), namnet efter Göteborgs skyttegilles skjutbana. Från nuvarande Wavrinskys plats och längs Doktor Allards gata söderut, låg Göteborgs skyttegilles skjutbana, vilken hade flyttats hit från kolonistugeområdet som revs för att Chalmers tekniska högskola skulle kunna byggas (innan dess låg skjutbanan på egendomen Godhem i Majorna och innan dess i stadsdelen Lorensberg 1882).
- Egnahemsvägen (1914), som leder mot Egnahemsplatsen
- Ljunggatan (1914), efter buskväxten ljung.
- Kolonigatan (1914), efter koloniträdgårdarna från 1907 vid nuvarande Chalmersområdet, som bortröjdes 1962.
- Furugatan (1914), som leder mot Furuplatsen.
- Hedlundsgatan (1914), namngiven efter Sven Adolf Hedlund, riksdagsman och chefredaktör för Göteborgs Handels- och Sjöfartstidning (1852-1900).
- Syréngatan (1914), efter syrener längs med gatan.
- Mossgatan (1914), efter närheten till Landala mosse.
- Hagtornsgatan (1914), efter växten hagtorn vid gatan.

Platserna är:
- Furuplatsen (1914), efter furuträden på platsen (på planritningen Bytorget).[9]
- Egnahemsplatsen (1914), efter egnahemsområdet.
[10]

## Spårvägen
Södra Guldhedens bostadsområde färdigbyggdes 1952, och året efter blev den nya spårvägsförgreningen klar; sträckan Wavrinskys plats-Södra Guldheden.